# Fiss
Fiss est une commune autrichienne du district de Landeck dans le Tyrol.